# سسکک تپه‌ای
سسکک تپه‌ای (نام علمی: Prinia superciliaris) نام یک گونه از سرده سسکک است.